# 에스페란사역
에스페란사역(스페인어: Esperanza)은 마드리드 지하철 4호선의 역이다. 마드리드 오르탈레사 구 카니야스 지역의 안도라 거리 지하에 위치해 있다. 요금구역상으로는 A구역에 속한다.

## 역사
1979년 1월 4일 4호선이 알폰소 XIII 역에서 이곳까지 연장되면서 완공되었으며, 실제 영업은 그 다음날 들어갔다. 개통 이후 한동안 4호선의 시종착역 역할을 하다가 1998년 4월 27일부터 4호선이 마르데 크리스탈 역까지 연장되면서 일반역으로 전환하였다.

## 환승 정보
역 주변에 시내버스 정류장이 두 곳 있다.
버스
- 시내버스
  - 120, 122번 노선 (주간)

지하철
| 마드리드 지하철            | 마드리드 지하철       | 마드리드 지하철             |
| -------------------------- | --------------------- | --------------------------- |
| 아르투로 소리아 아르궤예스 | 마드리드 지하철 4호선 | 카니야스 피나르 데 차마르틴 |